# Виділ (Ростовська область)
Виділ — хутір в Родіоново-Несвітайському районі Ростовської області, Росія.
Входить до складу Великокріпинського сільського поселення.
Населення - 544 особи (2010 рік).

## Географія
Хутір розташовано у верхів’ях лівої притоки Тузлової річки Сухий Несвітай.

### Вулиці
- вул. Берегова,
- вул. Леніна,
- вул. Мирна,
- вул. Молодіжна,
- вул. Першотравнева,
- вул. Радянська,
- вул. Степова,
- пер. Садовий,
- пер. Сонячний.